# Rakovski (distrikt i Bulgarien, Dobritj)
Rakovski (bulgariska: Раковски) är ett distrikt i Bulgarien.   Det ligger i kommunen Obsjtina Kavarna och regionen Dobritj, i den östra delen av landet, 400 km öster om huvudstaden Sofia.
Trakten runt Rakovski består till största delen av jordbruksmark. Runt Rakovski är det ganska glesbefolkat, med 30 invånare per kvadratkilometer.